# II. Armeekorps (Wehrmacht)
Das II. Armeekorps der deutschen Wehrmacht, im vollen Titel Generalkommando II. Armeekorps, war die Bezeichnung für die entsprechende Kommandobehörde aber auch für den Verband aus mehreren Divisionen und eigenen Korpstruppen, der von diesem Generalkommando geführt wurde und unter dem Oberbefehl einer Armee oder Heeresgruppe stand.

## Geschichte

### Aufstellung
Das II. Armeekorps wurde im Oktober 1934 im Wehrkreis II (Stettin) aus der 2. Division der Reichswehr in Stettin aufgestellt. Kommandierender General war seit November 1938 der General der Infanterie und spätere Generaloberst Adolf Strauß.

### 1939
Beim Angriffskrieg gegen Polen unterstand der Verband der 4. Armee unter General der Artillerie Günther von Kluge, welche der Heeresgruppe Nord unter Generaloberst Fedor von Bock angehörte. Am 2. September 1939 durchbrach das II. Armeekorps mit der 3. Infanterie-Division und der 32. Infanterie-Division die stark befestigten Stellungen beiderseits Polnisch Krone (Koronowo) an der Brahe (Brda), um am nächsten Tag die Weichsel bei Kulm (Chełmno) zu überqueren. Somit war eine Verbindung zwischen Pommern und Ostpreußen durch den polnischen Korridor hergestellt; deutsche Truppen konnten ab jetzt auf dem Landweg verschoben werden. Am 4. September ging das Korps in Richtung Briesen (Wąbrzeźno) vor, weitere Divisionen wurden in den Brückenkopf geführt. Die weitere Verfolgung führte das Korps beiderseits der Weichsel auf Warschau.

### 1940
Ab Dezember 1939 stand das II. Korps während des sogenannten Sitzkrieges als Grenzschutz im Gebiet der Eifel an der Westfront und war wieder der 4. Armee unterstellt.
In dem am 10. Mai 1940 begonnenen Westfeldzug gelang dem Korps der Durchbruch durch die südbelgischen Befestigungen und der Einmarsch in die Ardennen. Es folgten die Besetzung von Lille und weitere Kämpfe bei Cambrai und an der Scarpe. Am 30. Mai 1940 übernahm General der Infanterie Carl-Heinrich von Stülpnagel die Führung des Korps, das für die zweite Phase des Feldzuges der Heeresgruppe B (Generaloberst Fedor von Bock) unterstellt wurde.
Im „Fall Rot“ wurde im Raum Abbeville im engen Zusammenwirken mit dem im Vordertreffen stehenden XXXVIII. A.K. die Weygand-Linie ab 6. Juni durchbrochen und der Übergang an der Somme erzwungen. Der Angriff der nachgeführten 12., 31. und 32. Infanterie-Division richtete sich südwärts zur Seine, dann kam es zur weiteren Verfolgung der Franzosen bis zur Loire. Zwischen August 1940 und Februar 1941 war das Korps der 6. Armee (GFM Walter von Reichenau) an der Kanalküste unterstellt, um an der Invasion in England teilzunehmen. Nachdem das Unternehmen Seelöwe aber nicht mehr zur Ausführung gekommen war, erfolgte die Rückverlegung an die Ostfront.

### 1941
Das II. Armeekorps wurde im März 1941 der 18. Armee (Generaloberst Georg von Küchler) nach Ostpreußen zugeführt, später aber noch vor Beginn des Unternehmens Barbarossa der 16. Armee (Generaloberst Ernst Busch) nach Gumbinnen überstellt. Am 22. Juni 1941 erfolgte unter dem Kommandierenden General Walter von Brockdorff-Ahlefeldt der Angriff der unterstellten 12., 32. und 121. Infanterie-Division südlich Schloßberg über die litauische Grenze. Zusammen mit dem südlich angreifenden VI. Armeekorps (General Förster) der 9. Armee wurde der Durchbruch zwischen Mariampol und Kalvarija erzwungen. Gemeinsam mit dem nördlicher operierenden XXVIII. Armeekorps überschritt das II. Korps am 25. Juni die Memel bei Kowno. Östlich Dünaburg bei Krāslava erfolgt am 3. Juli der Düna-Übergang, bis 8. Juli wurde die Sarjanka erreicht. Das Korps war an der Kesselschlacht von Newel beteiligt, danach folgte der Vorstoß zur Lowat, bis 2. August wurde Cholm genommen. Bis Jahresende folgen Kämpfe im Raum Demjansk und im Waldai-Gebiet.

### 1942/43
Am 8. Januar 1942 eröffnete die sowjetische Nordwestfront zwischen dem Ilmensee und dem Seligersee den Angriff auf die Stellungen des X. und II. Armeekorps. Die sowjetische 11. Armee (Generalleutnant Morosow) durchbrach am südlichen Ufer des Ilmensee die Stellungen der 290. Infanterie-Division und stand bereits am 9. Januar vor Staraja Russa, dadurch wurde das II. Korps zusammen mit dem X. Armeekorps bei Demjansk eingekesselt (→ Kesselschlacht von Demjansk). Das Kommando unter General von Brockdorff-Ahlefeldt wurde für dreizehn Wochen, vom 18. Januar bis zum 21. April 1942 eingeschlossen. Durch die Entsatzoperation „Brückenschlag“ des Generals Seydlitz wurde die Verbindung zu dem abgeschnittenen Korps wiederhergestellt, der kräfteraubende Frontbogen wurde aber auf Befehl Hitlers weiterhin bis März 1943 gehalten. Ende Februar 1943 wurde Demjansk geräumt und das freigewordene Generalkommando für die Abwehrkämpfe im Raum Cholm und Newel herangezogen.

### 1944/45
Nach Aufhebung der Blockade Leningrads musste die 18. Armee im Februar 1944 auf Narva zurückgehen, daher wurde das Generalkommando nach Estland überstellt, um der Armeeabteilung Narwa zugeführt zu werden. Im Juli 1944 erfolgte infolge des Zusammenbruchs der Heeresgruppe Mitte der Rückzugskampf der 16. Armee über Polozk und Dünaburg nach Riga, dadurch kam das Generalkommando wieder kurz unter deren Führung. Das II. Korps wurde freigemacht um die bedrohte Düna-Linie im Raum Dünaburg zu befestigen, zwischen 6. und 8. Juli wurden dazu die 205., 225. und 263. Infanterie-Division westlich des Dissna-Sees konzentriert. Unter Führung des Kommandierenden Generals Wilhelm Hasse beteiligte sich das Korps ab 21. August 1944 an der Abwehrschlacht zwischen Dorpat und Walk und wurde dann über Pernau wieder nach Riga zurückgezogen. Nachdem die russische 51. Armee (Genlt. Kreiser) am 10. Oktober 1944 den Durchbruch zur Ostsee bei Polangen erreicht hatte, musste die vom II. Armeekorps noch östlich Riga gehaltene Front abermals aufgegeben werden. Der Verlust von Riga samt der Räumung von Estland wurde damit erzwungen. Der Rückzug brachte das II. A.K. in den Kurland-Kessel, es wurde im westlichen Abschnitt unter dem AOK 18 in die neue Front eingegliedert. In sechs Kurlandschlachten verteidigte das Korps unter General der Infanterie Johannes Mayer und ab April 1945 unter Generalleutnant Alfred Gause den Abschnitt zwischen Moscheiken und Vaiņode bis Kriegsende gegen die Baltische Front des sowjetischen Marschalls Howhannes Baghramjan. Anfang März 1945 waren dem Generalkommando die 263. und 563. Volksgrenadier-Division, sowie die Kampfgruppe 290 zugeordnet.
Am Tag der Kapitulation der Heeresgruppe Kurland am 9. Mai 1945 stand das II. A. K. mit der 87. I.D. und der 563. V. G. D. im Raum südwestlich Schrunden, die Stellungen waren zusammen mit dem rechts eingesetzten 225. I.D. (I. Armeekorps) und dem links eingesetzten L. Armeekorps bis zuletzt gehalten worden.

## Führung
Kommandierende Generale
- Generalleutnant Fedor von Bock, 1. Oktober 1934 bis April 1935
- General der Infanterie Johannes Blaskowitz, April 1935 bis 10. November 1938
- Generaloberst Adolf Strauß, 10. November 1938 bis 30. Mai 1940
- General der Infanterie Carl-Heinrich von Stülpnagel, 30. Mai bis 21. Juni 1940
- General der Infanterie Walter Graf von Brockdorff-Ahlefeldt, 21. Juni 1940 bis 30. Mai 1942
- General der Panzertruppe Otto von Knobelsdorff, 1. Juni bis 1. Juli 1942
- General der Infanterie Walter Graf von Brockdorff-Ahlefeldt, 1. Juli  bis 28. November 1942
- General der Infanterie Paul Laux, 28. November 1942 bis 1. April 1944
- Generalleutnant Wilhelm Hasse, 1. April bis 5. Mai 1944
- Generalleutnant Kurt von Tippelskirch, 5.–11. Mai 1944
- General der Infanterie Paul Laux, 11. Mai bis 3. Juli 1944
- General der Infanterie Wilhelm Hasse, 15. Juli 1944 bis 15. Januar 1945
- General der Infanterie Johannes Mayer, 15. Januar bis 1. April 1945
- Generalleutnant Alfred Gause, 1. April bis 8. Mai 1945

Chefs des Generalstabes
- Generalmajor Hans von Salmuth, Aufstellung – 12. Oktober 1937
- Generalmajor Bruno Bieler, 12. Oktober 1937 – 30. September 1939
- Oberst Friedrich Hoßbach, 30. September 1939 – 24. Oktober 1939
- Oberst Viktor Koch, 1. Dezember 1939 – 27. Mai 1942
- Oberst Karl-Erich Schmidt-Richberg, 27. Mai 1942 – 15. November 1943
- Oberst Wilhelm Huhs, 15. November 1943 – Mai 1945